# Presión lateral del suelo

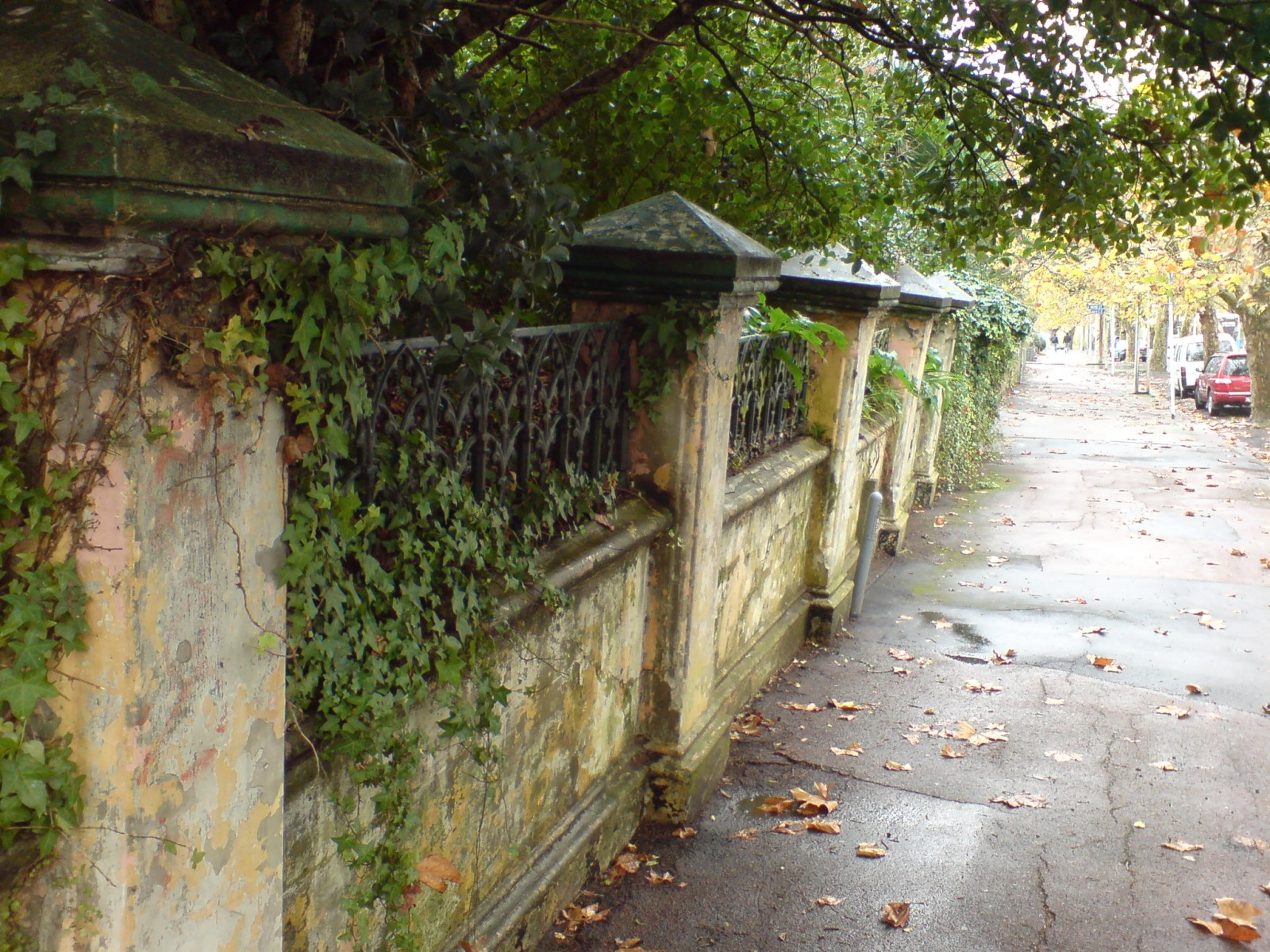
Un ejemplo de los principios de presión horizontal: un muro de contención de tierras.

Presión lateral del suelo es la presión que el suelo ejerce en el plano horizontal. Las aplicaciones más comunes de la teoría de presiones laterales en suelos son el diseño de estructuras cimentadas como muros de tierras, zapatas, túneles y para determinar la fricción del terreno en la superficie de cimentaciones profundas.
Para describir la presión que un suelo puede ejercer se usa un coeficiente de presión lateral, K. K es la relación entre la presión lateral u horizontal respecto a la presión vertical (K = σh'/σv'). Esta fórmula está asumida por ser directamente proporcional y se cumple en cualquier punto del suelo. K puede depender de las propiedades mecánicas del suelo y de la historia tensional del suelo. Los coeficientes de presión lateral puede variar dentro de tres categorías: presión en reposo, presión activa y presión pasiva.
Los coeficientes de presión son usados en análisis de ingeniería geotécnica dependiendo de las características de su aplicación. Existen muchas teorías para predecir la presión lateral, algunas empíricas y otras analíticas.

## Presión en reposo
La presión en reposo, representadas por K0, es la presión horizontal del terreno. Esta puede ser medida directamente por el test dilatométrico (DMT) o por un "borehole pressuremeter test" (PMT). Estos ensayos son costosos, por eso se usan relaciones empíricas para predecir el resto de presiones que son más difíciles de obtener y que dependen generalmente del ángulo de rozamiento interno. Algunas fórmulas son:
Jaky (1948) para suelos normalmente consolidados:
{\displaystyle K_{0(NC)}=1-\sin \phi '\ }
Mayne & Kulhawy (1982) para suelos sobreconsolidados:
{\displaystyle K_{0(OC)}=K_{0(NC)}*OCR^{(\sin \phi ')}\ }
La última requiere un perfil OCR profundo para ser determinada.

## Presión activa y pasiva

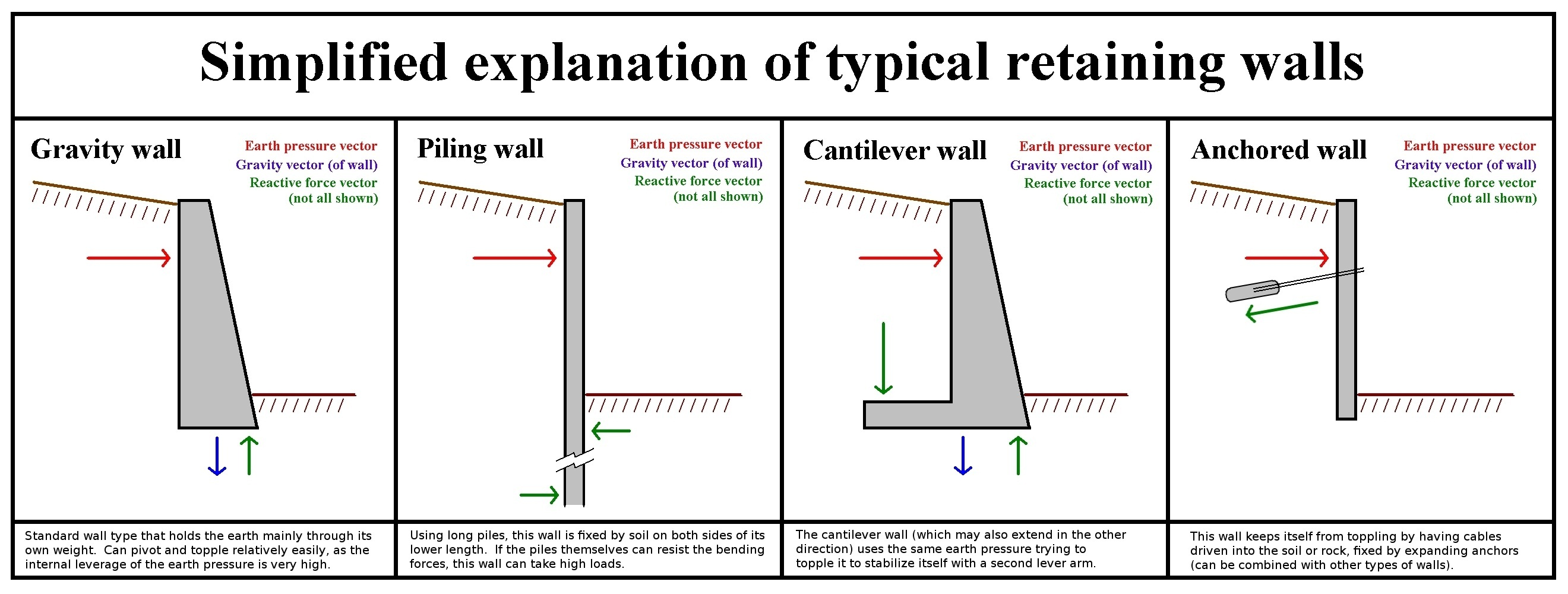
Diferentes muros de contención diseñados para aguantar distintos empujes.

El estado activo ocurre cuando existe una relajación en la masa de suelo que lo permite moverse hacia fuera del espacio que limitaba la tensión del suelo (por ejemplo un muro de tierra que se rompe); esto es que el suelo está fallando por extenderse. Esta es la presión mínima a la que el suelo puede ser sometida para que no se rompa. Al contrario el estado pasivo ocurre cuando la masa de suelo está sometida a una fuerza externa que lleva al suelo a la tensión límite de confinamiento. Esta es la máxima presión a la que puede ser sometida un suelo en el plano horizontal.

### Teoría de Rankine
La teoría de Rankine, desarrollada el 18 de julio de 1857, es la solución a un campo de tensiones que predice las presiones activas y pasivas del terreno. Esta solución supone que el suelo no está cohesionado, tiene una pared que está friccionando, la superficie suelo-pared es vertical, el plano de rotura en este caso sería planar y la fuerza resultante es paralela a la superficie libre del talud. Las ecuaciones de los coeficientes para presiones activas y pasivas aparecen a continuación. Observe que φ' es el ángulo de rozamiento del suelo y la inclinación del talud respecto a la horizontal es el ángulo β.
{\displaystyle K_{a}=\cos \beta {\frac {\cos \beta -\left(\cos ^{2}\beta -\cos ^{2}\phi \right)^{1/2}}{\cos \beta +\left(\cos ^{2}\beta -\cos ^{2}\phi \right)^{1/2}}}}
{\displaystyle K_{p}=\cos \beta {\frac {\cos \beta +\left(\cos ^{2}\beta -\cos ^{2}\phi \right)^{1/2}}{\cos \beta -\left(\cos ^{2}\beta -\cos ^{2}\phi \right)^{1/2}}}}
Para el caso en que β sea 0, las ecuaciones de arriba se simplifican como:
{\displaystyle K_{a}=\tan ^{2}\left(45-{\frac {\phi }{2}}\right)\ }
{\displaystyle K_{p}=\tan ^{2}\left(45+{\frac {\phi }{2}}\right)\ }

### Teoría de Coulomb
Coulomb (1776) fue el primero en estudiar el problema de las presiones laterales del terreno y estructuras de retención. Coulomb se limitó a usar la teoría de equilibrio que considera que un bloque de terreno en rotura como un cuerpo libre (o sea en movimiento) para determinar la presión lateral limitante. La presión limitante horizontal en fallo en extensión o compresión se determinan a partir de las constantes Ka y Kp respectivamente. {\displaystyle \theta } es la inclinacion de la cara de la estructura y {\displaystyle \delta } es el ángulo de fricción del suelo y la estructura. (ecuaciones válidas para c'=0.

{\displaystyle K_{a}={\frac {\cos ^{2}\left(\phi -\theta \right)}{\cos ^{2}\theta \cos \left(\delta +\theta \right)\left(1+{\sqrt {\frac {\sin \left(\delta +\phi \right)\sin \left(\phi -\beta \right)}{\cos \left(\delta +\theta \right)\cos \left(\beta -\theta \right)}}}\ \right)^{2}}}} 

{\displaystyle K_{p}={\frac {\cos ^{2}\left(\phi +\theta \right)}{\cos ^{2}\theta \cos \left(\delta -\theta \right)\left(1-{\sqrt {\frac {\sin \left(\delta +\phi \right)\sin \left(\phi +\beta \right)}{\cos \left(\delta -\theta \right)\cos \left(\beta -\theta \right)}}}\ \right)^{2}}}}

## Relación de Bell
Para suelos con cohesión Bell desarrolló una solución analítica que usa la raíz del coeficiente K para predecir la contribución de la cohesión a la presión resultante. Estas ecuaciones expresan las presiones horizontales totales. El primer término representa la contribución no cohesiva y el segundo término la contribución cohesiva. La primera ecuación es para una situación activa y la segunda para una situación pasiva:
(ecuación válida para suelos granulares; c'=0)

{\displaystyle \sigma _{h}=K_{a}\sigma _{v}-2c{\sqrt {K_{a}}},\qquad \sigma _{h}=K_{p}\sigma _{v}+2c{\sqrt {K_{p}}}\ }